# YASHIKI TAKAJIN ANTHOLOGY
『YASHIKI TAKAJIN ANTHOLOGY』（やしき たかじん アンソロジー）は、やしきたかじんのベスト・アルバム。2001年12月5日に発売された。

## 解説
たかじんの歌手デビュー25周年を記念して発売された2枚組30曲。キングレコード・ビクター・ポリスターと全ての時代の楽曲を網羅しており、1998年発売予定だった未発表曲「そんな女」「幸せをもう一度」をボーナス・トラックとして収録。ただし、版権上の問題でビクター時代の曲の殆んどは1996年にリメイクされたヴァージョンから選曲されている。1988年発売シングル「愛することを学ぶのに」はアルバム・ヴァージョンで収録（「The Vocal」より）。

## 収録曲

### DISC 1
1. ゆめいらんかね（3：56）
作詞：荒木十章 作曲：家鋪隆仁 編曲：クニ河内
2. 過ぎゆく暮し（4：50）
作詞：荒木十章 作曲：家鋪隆仁 編曲：クニ河内
3. ミナの物語（3：13）
作詞：荒木十章 作曲：家鋪隆仁 編曲：クニ河内
4. 秋の手紙（4：00）
作詞：荒木十章 作曲：家鋪隆仁 編曲：クニ河内
5. この椅子で（4：18）
作詞：荒木十章 作曲：やしきたかじん 編曲：若草恵
6. 横顔（4：19）
作詞：篠塚満由美 作曲：やしきたかじん 編曲：萩田光雄
7. ながばなし（4：36）
作詞：荒木十章 作曲：やしきたかじん 編曲：馬飼野俊一
8. 空車（ムナグルマ）（4：50）
作詞：荒木十章 作曲：家鋪隆仁 編曲：クニ河内
9. ラスト・ショー（4：30）
作詞：荒木十章 作曲：やしきたかじん 編曲：萩田光雄
10. My Friend（4：52）
作詞：N.Sedaka 日本語詞：山川啓介 作曲：N.Sedaka 編曲：馬飼野康二
11. Too far away（7：37）
作詞・作曲：伊藤薫 編曲：上柴はじめ
12. 気楽トンボ（4：00）
作詞：荒木十章 作曲：やしきたかじん　編曲：上柴はじめ
13. 順子（5：22）
作詞・作曲：鹿紋太郎 編曲：川村栄二
14. 生まれる前から好きやった（4：28）
作詞・作曲：河島英五 編曲：上柴はじめ
15. ひとり覚え（4：30）
作詞・作曲：鹿紋太郎 編曲：若草恵
16. 歌って死ねるなら（4：52）
作詞・作曲：伊藤薫 編曲：若草恵

### DISC 2
1. 愛することを学ぶのに（4：54）※アルバム・ヴァージョン
作詞：来生えつこ 作曲：来生たかお 編曲：岩本正樹
2. 雨の日はバラードで（5：07）
作詞：ありそのみ・谷口雅洋 作曲：谷口雅洋 編曲：川村栄二
3. やっぱ好きやねん New Version'96（5：43）
作詞・作曲：鹿紋太郎 編曲：森俊之
4. ICHIZU New Version'96（5：07）
作詞・作曲：鹿紋太郎 編曲：芳野藤丸
5. 未練-STILL- New Version'96（5：03）
作詞・作曲：鹿紋太郎 編曲：芳野藤丸
6. 東京（4：30）
作詞：及川眠子 編曲：川上明彦 編曲：川村栄二
7. あんた New Version'96（4：09）
作詞・作曲：伊藤薫 編曲：川村栄二
8. 明日になれば New Version'96（5：47）
作詞：来生えつこ 作曲：やしきたかじん　編曲：川村栄二
9. なめとんか New Version'96（4：52）
作詞・作曲：鹿紋太郎 編曲：森俊之
10. 大阪恋物語 New Version'96（5：39）
作詞・作曲：鹿紋太郎 編曲：土井淳
11. さよならが言えるまで（4：28）
作詞：及川眠子 作曲：坂本洋 編曲：川村栄二
12. たった独りのアンコール（5：07）
作詞・作曲：伊藤薫 編曲：富田素弘
13. そんな女※未発表曲（4：37）
作詞：及川眠子 作曲：濱田金吾 編曲：芳野藤丸
14. 幸せをもう一度※未発表曲（4：58）
作詞：及川眠子 作曲：来生たかお 編曲：難波弘之